# Tōhōkai
Tōhōkai (jap. 東方会 Stowarzyszenie Wschodu) – japońska organizacja faszystowska, stworzona i kierowana przez Seigō Nakano.

## Dzieje
Grupa powstała w 1936 roku, kiedy Nakano odszedł od organizacji Kokumin Dōmei (pol. Liga Narodowa) zaczął propagować ideę, iż Japonia powinna pójść śladem Adolfa Hitlera oraz Benito Mussoliniego i wprowadzić w państwie faszyzm. Tōhōkai zaadaptowało wiele cech podobnych ruchów europejskich, jak np. noszenie czarnych koszul z opaskami na ramieniu (ze znakiem 東 oznaczającym "wschód"), a także organizowanie masowych wieców.
Program Tōhōkai nie był wierną kopią wzorców zachodnich, jednakże grupa żywiła głęboki podziw dla Takamoriego Saigō i tzw. buntu Satsumy, co łączyło ich z takimi krytykami demokracji jak lider tzw. Młodych Oficerów, Ikki Kita. Jednakże członkowie Tōhōkai nie postrzegali cesarza jako osoby boskiej, lecz raczej jako symbol boskiego potencjału w narodzie japońskim. W efekcie japońscy faszyści chcieli zbudować państwo oparte na korporacjonizmie.
Tōhōkai zyskało pewne poparcie i w swoim szczytowym momencie popularności uzyskało 11 miejsc w parlamencie w wyniku wyborów w 1937 roku.
Obecnie Narodowo-Socjalistyczna Japońska Partia Robotników i Dobrobytu określa siebie jako nawiązującą do tych samych ideologicznych korzeni co Tōhōkai i czasem używa tych samych symboli.